# 美国袭击伊朗核设施
2025年6月22日，美国空军和海军攻击了伊朗内多处的核设施，包括福尔多燃料浓缩厂、纳坦兹核设施和伊斯法罕一个未指明的地点，这些核设施是伊朗境内重要的铀浓缩中心。美军使用了由B-2幽灵战略轰炸機携带的GBU-57巨型钻地弹炸弹，以及从潜艇发射的战斧巡航导弹。美國將這次行動命名為「午夜之錘行動」（英語：Operation Midnight Hammer）。
美国国会中多數共和党議員在很大程度上支持了特朗普的行动，但大多数的民主党議員和部分共和党議員担心此举的合法性。此举引起了国际社会的警惕，分析师也担心伊朗後續回应。国际社会对此行动的反应不一，部分国家领导人对阻碍伊朗核计划的举措表示欢迎，而另一些国家则谴责空袭行动或对局势升级表达担忧。作为回应，伊朗随后对卡塔尔境内的一处美军基地发动了袭击。次日，特朗普宣布伊朗与以色列达成停火协议，冲突结束。

## 背景
特朗普自2011年起一直堅持伊朗絕不能擁有核武器，他在擔任總統後於2018年宣佈美國退出伊核協定，使得伊朗不再遵守核協定的相關內容。他的顧問斯蒂芬·班農、國家情報總監圖爾西·加巴德等人均曾警告勿與伊朗開戰，並指出情報界並不認為伊朗正積極研發核武。
國際原子能委員會在2025年5月底報告伊朗將濃縮鈾提升至60%，已擁有超過400公斤的60%高濃縮鈾，鈾濃度達到60%後要提升至武器級的90%將會加快，而民用核電站僅需要濃縮5%的鈾，而且伊朗限制國際核查員的巡查權限，並拆除多個監控設備，原子能委員會首次裁定伊朗違反核協議。軍事分析員威廉·D·哈頓在2025年6月12日以色列突襲伊朗後警告，華府對以色列軍事行動「無條件支持」的傾向，恐引發事態升級。
部分特朗普支持者批評他支持以色列對伊朗動武的立場，並質疑此舉讓美國可能捲入戰爭。一項2025年6月的民調顯示，53%特朗普支持者反對美國介入以伊戰爭。另一項《華盛頓郵報》同期調查則顯示，45%受訪者反對美軍對伊朗發動空襲，30%表示不確定，只有25%支持。
隨着局勢惡化，美國在6月22日前數週先後撤離本國公民、發出旅遊警示，並撤出駐外使館的非必要人員。6月17日，特朗普公開呼籲伊朗無條件投降。美國國務卿馬可·魯比奧向盟國表示，華盛頓傾向透過外交途徑化解危機，而特朗普亦派遣美國官員前往德黑蘭，推動重啟核協議談判。
6月19日，特朗普透過白宮新聞秘書卡羅琳·萊維特發聲明表示：「考慮到與伊朗進行談判的可能性不小，我將在未來兩星期內決定是否採取行動。」消息人士透露，當日以色列總理本雅明·內塔尼亞胡、以色列外交部長伊斯雷爾·卡茨及以色列國防部長埃亞勒·扎米爾聯繫白宮，表示無法等待兩星期，認為行動窗口極為短暫。以色列官員指出，只有美國擁有能摧毀福爾多核設施的碉堡剋星炸彈。通話中，美國副總統JD·萬斯提出反對，擔心美國直接介入恐引發全面戰爭，美國國防部長皮特·赫格塞斯亦有參與討論。
6月21日，美軍從關島調派B-2匿蹤轟炸機。美國在西亞地區的軍事基地亦提升至最高戒備，並加強防空設施，因伊朗警告將報復任何援助以色列的國家。胡塞武裝則表示已準備應戰。美國則發出強硬警告，若本國利益受到威脅，將作出毀滅性報復。
ABC新聞報導指，美以兩軍早於2024年中期舉行的聯合軍演中，已預演相關攻擊行動。Axios則披露，美國國會參、眾兩院情報委員會的民主黨領袖事前並未獲通報行動詳情，而共和黨領袖則事先得知。

## 空襲

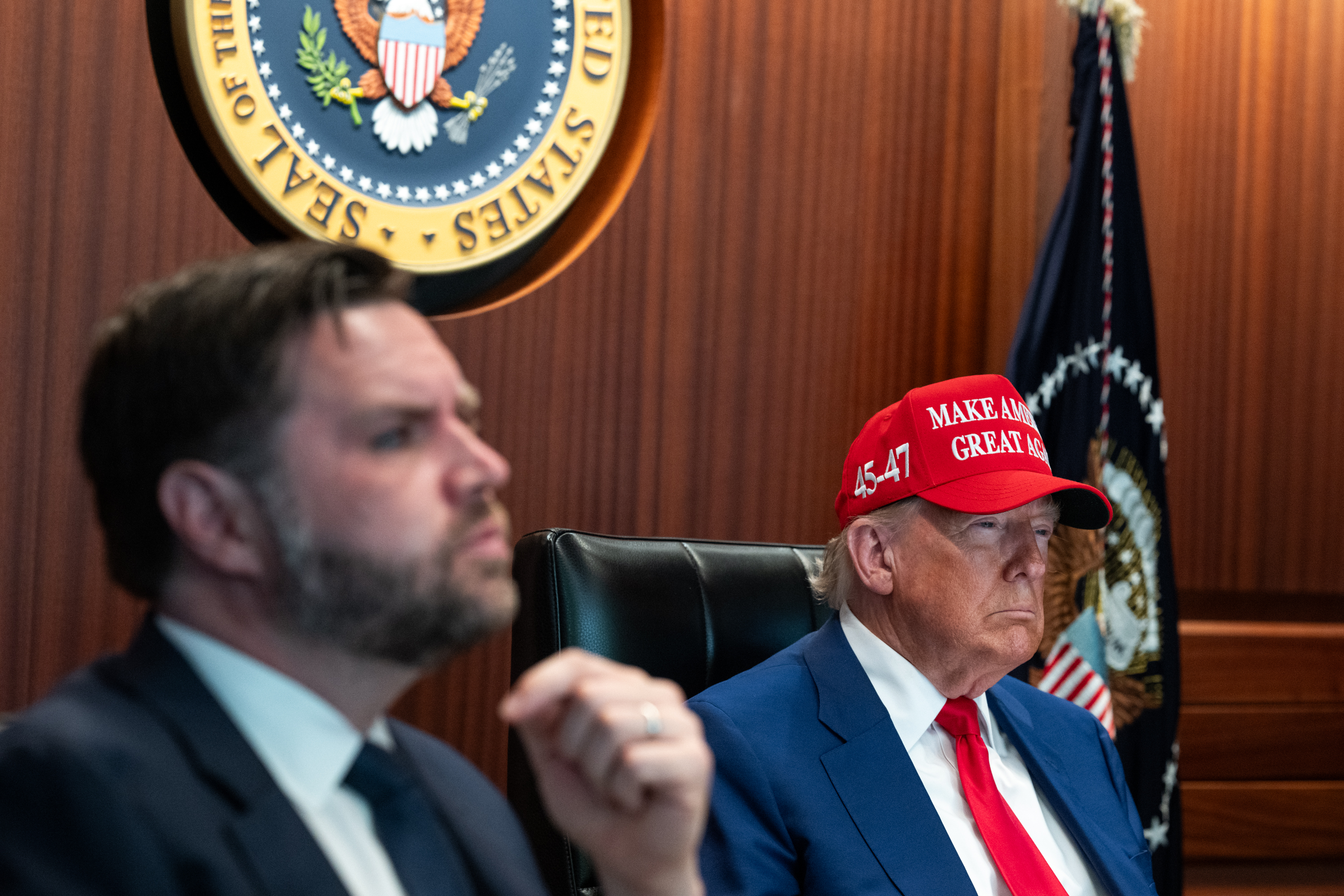
美國總統當勞·特朗普與副總統JD·萬斯於6月21日，在白宮戰情室內監督對伊朗的空襲行動。

美國空軍及海軍於2025年6月22日聯手攻擊伊朗三座主要核設施，包括福爾多、納坦茲及伊斯法罕。六架從密蘇里州怀特曼空军基地出發、無停站直飛的B-2「幽靈」匿蹤轟炸機，向福爾多核設施投下12枚GBU-57巨型鑽地彈；納坦茲則遭受兩枚同型炸彈攻擊。同時，美軍潛艇亦向納坦茲與伊斯法罕發射30枚戰斧巡航導彈。據報導道，此次行動是「碉堡剋星」炸彈首次於實戰使用。
三名伊朗官員表示，相信納坦茲與福爾多是在伊朗標準時間凌晨2時30分（即世界協調時間前一日晚上11時）左右被擊中。特朗普則聲稱：「福爾多已經不復存在」。
空襲結束後，特朗普透過社交媒體發表聲明：
我們已完成對伊朗三個核設施，包括福爾多、納坦茲和伊斯法罕發動極其成功的攻擊。所有戰機已安全飛離伊朗領空，福爾多更遭到滿載炸彈的猛烈打擊。目前所有飛機均在安全返航中。向我們偉大的美國戰士致敬。世界上沒有任何一支軍隊能夠完成這樣的任務。現在是邁向和平的時刻！感謝大家關注此事。
美東時間6月21日晚10時，特朗普在全國電視演說中聲稱，伊朗的關鍵核濃縮設施已被徹底摧毀。
6月22日，美国国防部召开新闻发布会指出，本次行动包括向西飞行的诱饵编队和向东飞行的打击编队。在美东时间21日下午5点，一艘美国中央司令部指挥的潜艇向位于伊斯法罕的地面目标发射了超过20发战斧巡航导弹。打击编队从美国起飞连续飞行了18小时后，七架 B-2 幽灵隐形轰炸机中的第一架于美东时间21日下午 6 点 40 分左右在福尔多投下了两枚 30,000 磅重的 GBU-57 巨型钻地炸弹。所有3个目标在美东时间下午6点40分到7点10分内受到打击。在打击编队进出伊朗时，伊朗未作出任何反应。
伊朗官方通訊社伊朗伊斯蘭共和國通訊社引述政府官員報導，三處被擊中的設施內均無存放放射性物質。庫姆市緊急委員會發言人莫爾特扎·海達里證實，敵軍炸彈擊中福爾多核設施的部分區域。伊朗政府官員向媒體表示，設施周邊居民安全無虞。伊朗伊斯蘭共和國通訊社引述庫姆省危機應變總部稱：「對庫姆及周邊地區的居民而言，不存在任何危險」。
伊朗原子能組織聲明，強烈譴責美國的空襲為「違反國際法、特別是《核不擴散條約》的野蠻行徑」。該機構指，現場勘查及輻射監測系統數據顯示，福爾多、納坦茲及伊斯法罕核設施並無出現輻射外洩或污染情況。社交平台上的一項官方貼文亦寫道：「核安全系統中心聲明：美國非法攻擊福爾多、納坦茲與伊斯法罕核設施後，現場與監測數據均顯示無污染紀錄」。「黎明時分，伊斯蘭伊朗的福爾多、納坦茲與伊斯法罕三處核設施遭到敵人攻擊，這是一次公然違反國際法的野蠻行動」。

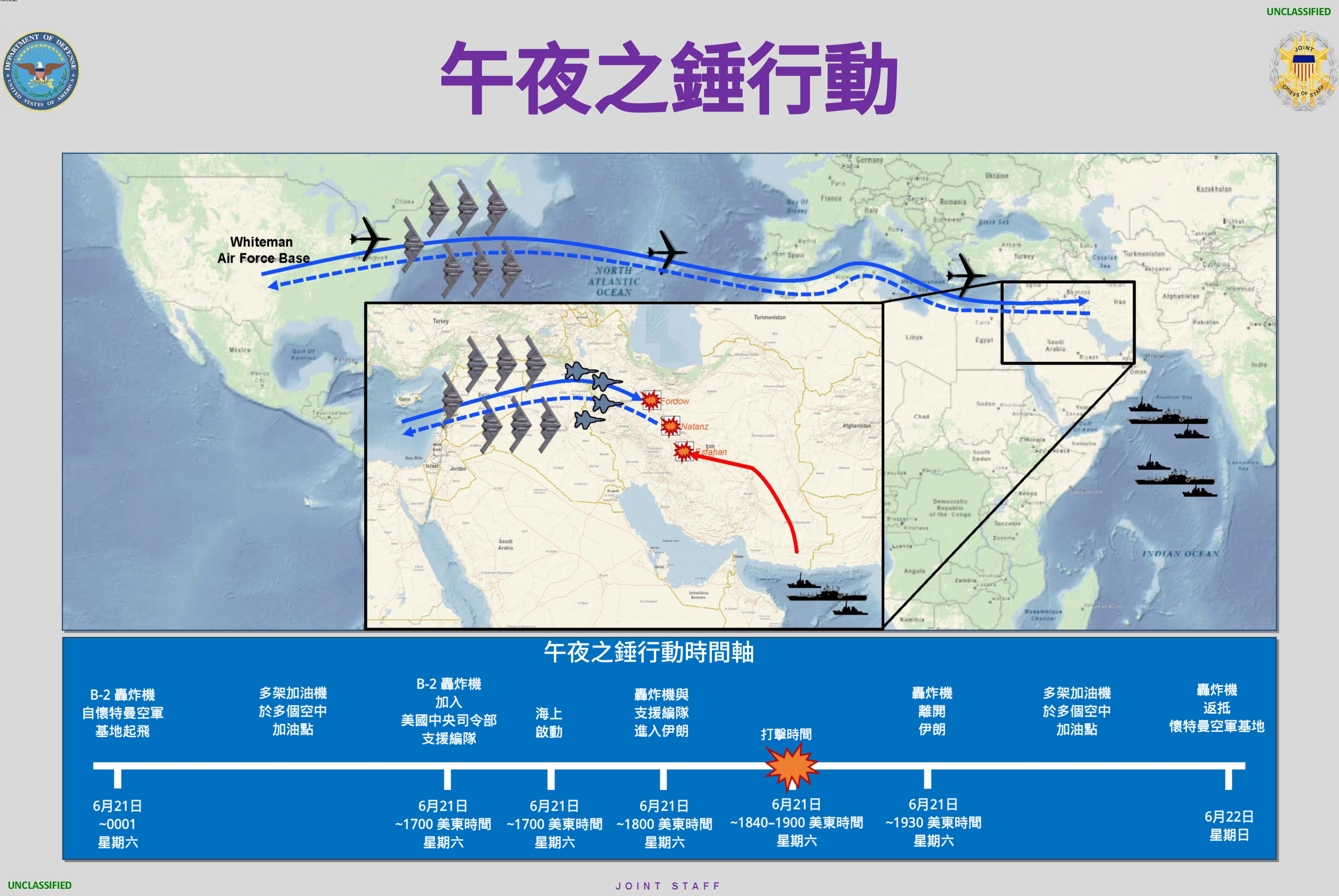
午夜之锤行动中美军的行动示意图

### 伊朗的回應
以色列緊急醫療組織紅大衛盾會表示，伊朗在夜間遭空襲後發射導彈反擊，造成至少16名以色列人受傷。
6月23日，伊朗向美軍在卡塔爾的乌代德空军基地發射導彈報復。

## 反應
特朗普在空襲結束後第一時間表示行動「非常成功」。在一段約四分鐘的聲明中，特朗普形容這次打擊是「壯觀的軍事勝利」，確認先前媒體報導屬實，並警告若伊朗拒絕和平，將面臨進一步攻擊。他又補充，將於6月22日早上舉行另一場新聞發佈會。
聲明發表後，特朗普隨即在真实社交發文強調：
伊朗若對美利堅合眾國作出任何報復，將遭到遠比今晚更猛烈的武力打擊。
空襲發生後，華盛頓哥倫比亞特區首都警察局與纽约市警察局亦提升本地宗教場所的保安級別，預防可能的報復或威脅行動。以色列方面亦隨即關閉其領空，以應對潛在軍事風險。
多家主流媒體，包括《紐約時報》、全国广播公司商业频道（CNBC）及《外交》雜誌，均將此次空襲描述為美國正式「與伊朗交戰」。
而在伊朗向乌代德空军基地發射導彈報復后，特朗普稱伊朗的襲擊一如美方預期般弱，又感謝伊朗在襲擊前通知美國，使得沒有造成人命傷亡，指伊朗已經將憤怒發洩出來，不希望再有更多的仇恨。又指出伊朗現在也许就能繼續向和平邁進，也鼓勵以色列這樣做。

### 美國

#### 支持意見

##### 共和黨
眾議院議長、路易斯安那州第四國會選區眾議員邁克·約翰遜發聲明指出：「總統果斷採取行動，阻止這個全球最大恐怖主義國家支持者——天天高喊『美國去死』的政權——獲得世上最致命的武器。」
美國眾議院情報委員會主席、阿肯色州第一國會選區眾議員里克·克勞福德則讚揚特朗普的領導，並透露：「我早在行動前已與白宮保持聯絡，未來數日將繼續密切追蹤局勢發展。」
德克薩斯州第二國會選區眾議員丹·克倫肖亦表示：「相信特朗普總統。這正是以實力維護和平的典範。」
參議院多數黨領袖約翰·圖恩在社交平台上發文稱：「今晚我們採取行動，確保伊朗無法取得核武。我堅定支持特朗普總統。」
肯塔基州聯邦參議員米奇·麥康諾則稱，此舉是對德黑蘭好戰勢力的「審慎應對」。
阿肯色州聯邦參議員湯姆·科頓則於社交媒體發文表示：「特朗普總統作出了正確抉擇，阿亞圖拉們應該記得他的警告——不要襲擊美國人。」
南卡羅來納州聯邦參議員林賽·格雷厄姆高度評價今次空襲，形容這是「正確的決定」，並稱「這個政權自招報應」。
蒙大拿州聯邦參議員蒂姆·希伊亦指，總統所作決定正確無誤。
德克薩斯州聯邦參議員泰德·克魯茲則指出：「今晚的行動已大大降低伊朗發展核武的可能，並針對其核武計劃構成的末日威脅作出強力回應。」

##### 民主黨
賓夕凡尼亞州聯邦參議員約翰·費特曼是首名公開支持空襲的民主黨參議員。他在社交媒體寫道：「正如我一貫所言，這是@POTUS作出的正確行動。伊朗是全球主要的恐怖主義贊助者，絕不能擁有核能力。我感激並致敬這支全球最優秀的軍隊。」他過往亦曾表示，希望「總統終於出手轟炸並摧毀伊朗人」。
紐約州第三國會選區眾議員托馬斯·蘇奧齊表示：「伊朗是一個恐怖主義國家，我們必須全力阻止其發展核武器。」同州第十五選區的眾議員里奇·托雷斯指出：「果斷摧毀福爾多濃縮燃料設施，有助遏止在這個全球最易爆地區出現核擴散的危機。」
北卡羅來納州第一國會選區眾議員唐·戴維斯亦發文稱：「伊朗是全球頭號國家級恐怖主義贊助者，必須被遏止發展核武器。」俄亥俄州第一國會選區的民主黨眾議員格雷格·蘭茲曼則說：「伊朗政權被進一步削弱——對所有渴望和平的人來說這是好消息。」

#### 反對意見

##### 共和黨
肯塔基州聯邦參議員蘭德·保羅在全國廣播公司的訪問中表示，美國不應該介入以色列與伊朗的戰爭
肯塔基州第四國會選區的眾議員托馬斯·馬西強烈反對轟炸伊朗，他認為相關行動違反美國憲法第一條第八款授予國會的宣戰權，並指「這不是我們的戰爭。但如果是的話，國會必須根據我們的憲法來決定這些事情」
喬治亞州第十四國會選區的眾議員瑪喬麗·泰勒·格林反對轟炸伊朗，並指「如果內塔尼亞胡沒有先向伊朗人民投下炸彈，以色列人民就不會遭受炸彈襲擊。以色列是一個擁有核武器的國家。這不是我們的鬥爭。和平才是答案」
俄亥俄州第八國會選區眾議員沃倫·大衛森則在社交媒體寫道：「難以想像有任何憲法依據支持這樣的行動」。
田納西州第二國會選區眾議員提姆·伯切特回應相關行動，他認為所有支持轟炸行動的政客都是「戰爭皮條客」（War pimps）。

##### 民主黨
康涅狄格州第四國會選區眾議員吉姆·希姆斯回應特朗普於真相社交上的貼文，寫道：「根據我們共同宣誓捍衛的《憲法》，我有責任在炸彈落下前關注此事，無需多言。」他隨後發表聲明，批評「唐納德·特朗普在未經國會授權下，決定對伊朗採取直接軍事行動，明顯違反《憲法》，因為宣戰權明確屬於國會」。他又表示，「目前階段無法判斷這次行動是否達成預期目標」。
紐約州第八國會選區議員、眾議院民主黨領袖哈基姆·傑弗里斯指出：「特朗普總統誤導全國有關他的意圖，未有尋求國會授權動用武力，並冒上美國被捲入中東一場可能災難性的戰爭風險。」
科羅拉多州第一國會選區眾議員戴安娜·德蓋特表示，特朗普的「魯莽行為將使美國軍人與平民面臨風險」。
紐約州第十四國會選區眾議員亞歷山德里婭·奧卡西奧-科爾特斯則認為，特朗普的行動「明顯構成彈劾理由」。

##### 無黨籍議員
佛蒙特州聯邦參議員伯尼·桑德斯在塔爾薩一場集會中發表講話，形容這次空襲「令人震驚」，並指其「明顯違憲」。

### 伊朗
截至2025年6月21日，因伊朗最高领袖阿里·哈梅內伊目前身处地下掩体，以防遭到暗杀，互联网连接受限，因此伊朗的反应尚不明朗。伊朗外交部长阿巴斯·阿拉格齐谴责此次袭击“鲁莽的违反了《联合国宪章》和国际法”，并表示“伊朗保留一切捍卫其主权、利益和人民的选择”。伊朗原子能组织发表声明，称其三个核设施“遭到伊朗敌人以暴力手段的袭击，违反了包括《不扩散核武器条约》在内的国际法”，伊朗计划在国际法庭寻求正义的同时继续其核计划。
6月23日，伊朗朝美國位於卡塔爾的乌代德空军基地發射導彈，導彈均被攔截，也沒有造成美軍傷亡。伊朗的回擊遭到海灣國家的譴責。

### 国际
- 國際原子能總署：總幹事拉斐尔·马里亚诺·格罗西稱，「我一再聲明，核設施絕對不能受到攻擊」，並稱理事會將于明日（6月23日）召開緊急會議，以應對伊朗核設施遭受襲擊後的緊急局勢，同時強調軍事克制、外交解決方案以及恢復 IAEA 核查工作的重要性。
- 联合国：秘书长安东尼奥·古特雷斯称此次袭击是“危险的升级”，并呼吁双方在外交上进行协调。[59]
- 以色列：总理本雅明·内塔尼亚胡向特朗普表示祝贺，称特朗普的“大胆决定”以“美国正义而令人敬畏的力量”瞄准了伊朗核设施，这将是一个“历史性的转折点”，并表示特朗普“做了地球上任何其他国家都做不到的事。历史将记录特朗普总统采取行动，阻止世界上最危险的政权拥有世界上最危险的武器。”[1]以色列国防部长约亚夫·加兰特表示，特朗普做出了“一个对美国、对以色列、对全人类都大胆的决定”。以色列总统伊薩克·赫佐格在X上写道：“在人类历史的篇章中，这是自由、责任和安全原则取得胜利的时刻。”以及“谢谢你，美利坚合众国。”[60]
- ：澳洲總理安東尼·艾班尼斯表示澳洲支持美國空襲伊朗，因為伊朗要擁有純度60%的濃縮鈾，目的只是進行一項與民用核能無關的核計畫，國際長期以來不允許伊朗取得核武，澳洲支持避免發生這件事而採取的行動，同時呼籲通過外交行動緩和局勢。[61]
- 智利：总统加夫列尔·博里奇在X上谴责袭击，声称“我们要求并需要和平”[62]。他认为美国的行动非法并称：“拥有权力并不意味着你可以用它来违反我们人类为自己制定的规则。即使你是美国。”[63]
- 古巴：古巴共产党第一书记兼国家主席米格尔·迪亚斯-卡内尔强烈谴责此次袭击，称其是“中东冲突的危险升级”。[64]
- 墨西哥：外交部在X上发文，呼吁各方紧急展开外交对话，缓解该地区的紧张局势。[65]
- 新西兰：外交部长温斯顿·彼得斯发表声明称中东正在发生的军事行动极其令人担忧，呼吁各方重返谈判并寻求外交解决方案。[65]
- 委內瑞拉：外交部长伊万·吉尔谴责“针对伊朗的军事侵略”，并要求立即停止敌对行动。[66] [67]
- 英国：首相施凱爾表示，绝不允许伊朗发展核武器，美国已采取行动缓解这一威胁。他并要求伊朗重返谈判桌，达成外交解决方案，结束这场危机。[68]
- 黎巴嫩：总理纳瓦夫·萨拉姆表示，黎巴嫩的最大利益是避免以任何形式被卷入持续的地区对抗，这有助于缓解人们对真主党对此次袭击做出反应的担忧。[69]
- 日本：內閣總理大臣石破茂表示，在美國襲擊伊朗核設施後，日本嚴重關切中東地區的事態發展。他沒有立即表示支援其最親密盟友採取的軍事行動。[70]
- 俄羅斯：俄羅斯外交部聲明強烈譴責美國襲擊伊朗核設施。[71]
- 胡塞武裝：譴責美國對伊朗的襲擊，並宣佈立即恢復襲擊美國艦船。[72]
- 中华人民共和国：中華人民共和國外交部發言人稱，中方強烈譴責美方襲擊伊朗、攻擊國際原子能機構監管下的核設施。美方此舉嚴重違反聯合國憲章宗旨和原則以及國際法，加劇中東緊張局勢。[73]
- ：朝鮮民主主義人民共和國外務省發言人強烈譴責美國攻擊伊朗核設施，嚴重違反以尊重主權和不干涉內政為基本原則的聯合國憲章和國際法，粗暴踐踏主權國家領土完整和安全利益。[74][75]
- ：大韓民國外交部發表聲明，對局勢表示嚴重關切，並譴責進一步升級局勢的行動。[76]韓國總統李在明以此為由拒絕出席NATO峰會。[77]
- 加拿大：加拿大總理馬克·卡尼表示加拿大始終表明絕不允許伊朗發展核武，中東當前仍然十分動盪，當務之急是要維護區內穩定，呼籲各方返回談判桌。[78]
- 德国：德國總理弗里德里希·梅爾茨通過發言人柯内留斯表示，相信伊朗的大部分核計劃已在空襲中受到破壞，呼籲伊朗立即與以色列及美國展開會談解決衝突。[79]
- 法國：法國總統艾曼紐·馬克宏舉行法國國防和國家安全會議時表示，任何靠軍事力量做出的回應是達不到預期的效果，伊朗不能有核武器是大家想達成的唯一目標，重啟外交和技術層面的談判時達成目標的方法，避免事態向不可控的方式升級。[80]

### 其他組織
美國—伊斯蘭關係協會全國執行總監尼哈德·阿瓦德表示：「我們譴責特朗普總統對伊朗發動的非法且毫無正當性的戰爭行為。這次攻擊是在失控的以色列政府施壓下作出，而我們國家的情報界長期以來一直認為伊朗並無尋求發展核武器。」他又將此事比喻為喬治·沃克·布希發動「災難性」伊拉克戰爭的翻版。
專注於核不擴散問題的軍備控制協會（Arms Control Association）表示，這次襲擊是「不負責任地背離了特朗普的外交追求，並增加了伊朗擁有核武器的風險」。

## 法律依據與爭議

#### 美国
行政部門通常援引《美國憲法》第二條賦予總統作為三軍統帥（Commander-in-Chief）的固有權力。白宮方面主張，總統有權在未經國會事先明確授權的情況下，下令採取有限的軍事行動，以保護美國國家利益、海外公民及軍事人員免受迫在眉睫的威脅（imminent threat）。 這一立場在歷史上被多屆政府用於支持其海外軍事行動。
然而，該觀點與《憲法》第一條授予國會「宣戰權」及「為陸海軍提供經費和給養」的專屬權力存在張力。為制衡總統權力，國會於1973年通過了《戰爭權力決議》（War Powers Resolution）。該決議要求總統在採取軍事行動後48小時內通知國會，並且在未獲國會授權的情況下，相關軍事行動不得持續超過60天。 儘管如此，歷屆總統時常質疑該決議的合憲性，並在實際操作中對其進行規避，導致國會與白宮之間就軍事授權問題持續存在分歧。
例如，在2020年刺殺伊朗高級將領卡西姆·蘇萊曼尼的行動後，川普政府即以「阻止未來的襲擊」為由，將其定性為防禦性行動，並辯稱其行動符合總統的憲法權力。
此舉引發了國會兩黨議員的激烈辯論，眾議院此後通過了一項議案以限制總統對伊朗採取進一步軍事行動的權力。